# Carl Anton Wetterbergh

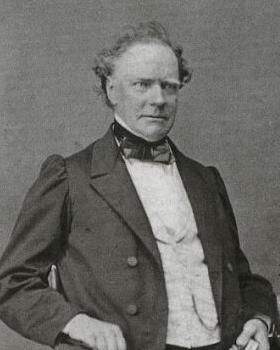
Carl Anton Wetterbergh

Carl Anton Wetterbergh (* 6. Juni 1804 in Jönköping; † 31. Januar 1889 in Linköping) war ein schwedischer Schriftsteller und Arzt. Er war auch unter dem Pseudonym Onkel Adam bekannt.

## Leben
Wetterberghs Eltern waren der Hofgerichtsrat Anders Johan Wetterbergh und Anna Kristina Wetterbergh, geborene Lyckman. Sein Vater war freidenkender Publizist, der seinem Sohn eine ungewöhnliche Erziehung in Freiheit zuteilwerden ließ, die ihn zu früher Selbstständigkeit führte. Sein jüngerer Bruder Alexis Wetterbergh war ein Künstler.
1822 begann Wetterbergh ein Medizinstudium an der Universität Lund, promovierte 1834 in der Medizin und wurde 1835 Magister der Chirurgie. 1837 wurde er zum Regimentsarzt im Jämtländer Feldjägerregiment ernannt und ließ sich in Östersund nieder. 1846 verließ er Östersund und zog nach Stockholm, um als Assistenzarzt in einer Gefangenen- und Arbeitseinrichtung zu arbeiten und nahm in den folgenden Jahren an dem literarischen Leben Stockholms Anteil. Nachdem Wetterbergh 1848 zum Regimentsarzt beim Ersten Leibgrenadierregiment befördert worden war, ging er nach Östergötland, zuerst in die Gegend um Norrköping, später nach Linköping. In seiner Eigenschaft als Feldarzt, wurde er zu den schwedischen Truppen nach Dänemark kommandiert. 1874 nahm er Abschied vom Militärdienst und verbrachte die letzten 15 Jahre seines Lebens zurückgezogen von jedweder ärztlichen und schriftstellerischen Tätigkeit.

## Literarisches Werk
Bereits 1832 hatte sich Wetterbergh unter dem Pseudonym C-gh in der Zeitung Stockholmsposten als Novellist versucht. 1840 nahm er seine schriftstellerische Tätigkeit mit ungewöhnlichem Erfolg wieder auf. In diesem und im nächsten Jahr veröffentlichte er seine ersten, von Humor gekennzeichneten Genrezeichnungen in der Zeitung Aftonbladet unter den Pseudonymen Onkel Adam, Alexis, Pfefferkorn oder Herr Bagatelli, von denen sich das erstgenannte als bleibend erwies. 1842 wurden die Genrezeichnungen und Die vier Signaturen in Buchform herausgegeben, gefolgt von einer Reihe Romane und Novellen. Gleichzeitig verfasste er das Theaterstück Pröfningen (Die Prüfung), das 1842 im Nya Teatern uraufgeführt wurde. Wetterbergh zeigte reges Interesse an den politischen und sozialen Reformforderungen jener Zeit. Das spiegelte sich in den größeren Romanen wider, die er gegen Ende der 1840er Jahre verfasste: Penningar och arbete (Geld und Arbeit) (1847), unzweifelhaft seine bemerkenswerteste Schrift in diesen Jahren, Altartavlan (Das Altarbild) (1848) und Hat och kärlek (Hass und Liebe) (1849). Er ruft in diesen Werken dazu auf, die Bedingungen für Gefangene zu verbessern, die Einkommen gerecht zu verteilen und zu größerer religiöser Toleranz. Außerdem umfasste seine Arbeit eine Anzahl Novellen in Kalendern und Tännforsen (1848), eine Erzählung über das Leben der Bewohner Jämtlands. In der folgenden Dekade erschienen weitere Romane und Novellen. In diesen Werken versucht er weiter die Leserschaft aufzurütteln und Sympathie für die Verlierer der Gesellschaft zu wecken.
Nach 1860 erkannte Onkel Adam, dass sein Bedürfnis Romane und Novellen zu schreiben, eingeschlafen war. Nach einem Gedichtband, einer Sammlung einfacher, wehmutsvoller Weisen von 1861, widmete er sich dem Schreiben von Kinderliteratur. Von 1868 bis 1872 erschien die Kinderzeitung Linnea, tidning för barn.
Sein Schreibstil ist einfach und ungekünstelt, in Übereinstimmung mit seiner Devise:
„Je größere Werke man mit einfachen Mitteln hervorbringen kann, desto besser. Die höchste Aufgabe der Kunst ist, nicht künstlich zu wirken.“ Seine Werke zeugen von großer Lebenserfahrung, einer gewissen humoristischen Ader und Mitgefühl für die kleinen Leute.

### Werke (Auswahl)
| - Genremålningar, 1842 - Pröfningen, Stück in einem Akt, Premiere 1842 - De fyra signaturerna, 1843 - Guvernanten, 1843 - Får gå!, 1844 - Ett namn, 1845 - Pastors-adjunkten, 1845 - Paralleler, 1846 - Fattigvården. Några reflexioner öfver dess tillämpning, socialpolitik, 1847 - Penningar och arbete, 1847 - Arbetskompagnier och jernvägs-arbeten, socialpolitik, 1848 - Altartaflan, 1848 - Tännforsen, 1848 - Hat och kärlek, 1849 - Kapellpresten. Skizz ur verkligheten, 1849 - Olga, 1850 - Träskeden, 1852 - Kärlek och affärer, 1852 - Herr Simon Sellners rikedomar, 1853 | - Tre! Berättelser, 1853 - Waldemarsborgs fideicommiss, 1854 - Skyddslingen, 1855 - Hemma!, 1856 - Taflor af svenska konstnärer, Text von Onkel Adam, 1856–1858 - Fältläkare-corpsens lönereglering. Motion 1856, 1856–1858 - Samhällets kärna, 1857 - De „oskälige“ och de „osjälige“. Tidsbilder från början af mars månad 1857 - Efemerider, 4 delar om vardera, 1858–1860 - Blad ur Catharina Månsdotters minnesbok, dikter, 1861 - Gustaf Nords gesällvandringar och äfventyr hemma och borta, 1862 - Linnéa, tidning för barn, 1862–1872 - Vara och synas. En historia om tvenne sotarepojkar, 1863 - Svenska folket, sådant det ännu lefver vid elfvom, på berg och i dalom, 17 Bilder von J. W. Wallander, Text: Onkel Adam, 1864–1865 - Den hvita pionen. Blomman bland gatstenarne. Lillans begge kyrkresor, 1867 - Små taflor, 12 häften om vardera 8 sidor, 1869 - Samlade skrifter, 10 Bände, 1869–1874 - En minnesfest, 1870 - Till herr öfversten och kommendören Chr. H. Mörner … den 20 mars 1871, 1871 |

## Auszeichnungen und Preise
- Königlicher Preis der Schwedischen Akademie, 1869